# 39795 Marson
39795 Marson este o planetă minoră (asteroid), cu un diametru de 18,342 km, din Asteroid troian al lui Jupiter. A fost descoperită pe 30 septembrie 1997 la Observatorul Național Kitt Peak de Spacewatch și a fost numită după Roberto Marson⁠(d). 
Obiectul prezintă o orbită caracterizată de o semiaxă mare de 5,1570133 UAi, o excentricitate de 0,0954768, o înclinație de 6,73693 ° în raport cu ecliptica.